# Скугватн
Скугватн (норв. Skogvatn) — озеро на границе Норвегии и России в долине реки Паз. Административно входит в Мурманскую область России и коммуну Сёр-Варангер Норвегии. Расположено на высоте 31 м над уровнем моря.
Озеро относится к бассейну Баренцева моря, связывается с ним рекой Паз. Питание озера в основном снеговое и дождевое. Рельеф берега в основном низменный, болотистый. Лесные массивы на берегах состоят в основном из берёзы и сосны. Озеро является подпорьем для Мелькефосской ГЭС. В северной части выделяется обширный залив Фюглебукта. В озере множество островов, крупнейшие из которых Грасхолмен, Сколтехолмен и Нивасаари. Скугватн по реке Паз вверх соединяется с озером Боссояврре (через порог Хококоски), а по реке вниз с озером Сальмиярви (через пороги Мелькефосс и Майтокоски).
На озере расположены норвежские населённые пункты Скугстад, Лиллестрёммен, Бьёрклюнд, Фоссалун, Фосхейм и Скугфосс. Российские населённые пункты отсутствуют. По западному берегу озера проходит норвежская автодорога 885.